# Forest (Ohio)
Forest – wieś w USA, w stanie Ohio, w hrabstwie Hardin.
Liczba mieszkańców w 2000 roku wynosiła 1488.